# Петроваць (громада)
Петроваць (серб. Општина Петровац) — боснійська громада, розташована в регіоні Баня-Лука Республіки Сербської. Адміністративним центром є село Дринич.